# Simulator (Strahlentherapie)
Ein Simulator oder Therapiesimulator ist ein spezielles Röntgendurchleuchtungs- und Aufnahmegerät. Der Therapiesimulator befindet sich räumlich getrennt vom Bestrahlungsraum, hat aber die gleiche Geometrie und die gleichen Bewegungsmöglichkeiten wie ein Bestrahlungsgerät (Gantry, Collimator und Tisch können gedreht werden, es können erforderliche Zubehöre angebaut werden).

Im Zuge der Vorbereitung einer Bestrahlung mit einem Linearbeschleuniger kann zur Festlegung bzw. Kontrolle der genauen Patientenposition für die Bestrahlung und zur Überprüfung des schon vorher anhand einer Computertomographie erstellten Bestrahlungsplans eine Simulation durchgeführt werden. 

In diesem Zusammenhang bedeutet „Simulation“, das die Lagerung des Patienten und die Position des Patienten im Raum exakt reproduziert wird. Alle technischen Parameter des Bestrahlungsplans (Feldgröße, Winkel von Gantry, Collimator und Tisch) können vom Therapiesimulator nachgebildet und sowohl röntgenologisch als auch lichtoptisch (über ein Lichtvisier) kontrolliert und dokumentiert werden. Der Abstand des Patienten zur Strahlenquelle wird kontrolliert. Röntgenaufnahmen, meist digital, dokumentieren die Einstellungen. 

Blöcke, die in das Bestrahlungsfeld zur Schonung des gesunden Gewebes eingeschoben werden, können am Simulator auf ihre korrekte Positionierung überprüft werden. Meist werden Multi-Leaf-Collimatoren zur Schonung der Normalgewebe benutzt, diese können bei modernen Therapiesimulatoren digital auf dem Röntgenbild dargestellt und auch im Raum optisch auf den Patienten projiziert werden.

Nach erfolgter Simulation werden sowohl die Isozentrumsachsen als auch Form und Größe der Bestrahlungsfelder auf den Lagerungshilfen und der Haut des Patienten markiert. Die Isozentrumsachsen werden von einem Lasersystem in Linien auf den Patienten projiziert. 

Moderne Linearbeschleuniger haben außer einer digitalen Abstandsanzeige auch zumindest ein Verifizierungssystem.
Mit dem Therapiestrahl (im MV-Bereich) und einem gegenüberliegenden Detektor können Verifikationsaufnahmen angefertigt werden, die vor der täglichen Bestrahlung eine Kontrolle und (wenn erforderlich) Korrektur der Lagerung und Positionierung des Patienten ermöglichen. Dazu wird mit einem möglichst niederenergetischen Strahl des Beschleunigers zum Beispiel eine koronare und eine sagittale Röntgenaufnahme gemacht und mit im Bestrahlungsplan enthaltenen digital rekonstruierten Röntgenbildern (DRR) verglichen.

Die gleiche Aufgabe haben die in moderneren Linearbeschleunigern integrierten orthogonal zum Therapiestrahl angebauten Röntgenröhren und Detektorsysteme, mit denen qualitativ hochwertige (digitale) Röntgenaufnahmen erzeugt werden. Mit diesen Aufnahmesystemen ist eine Simulation auch direkt am Therapiegerät möglich.